# Путря Олена
Олена Путря (нар. Зіньків, УРСР, СРСР) — українська гандболістка, майстер спорту України (1995). Гравчиня національної збірної України, дворазова чемпіонка України, неодноразова учасниця єврокубків. 

## Життєпис
Народилася у місті Зіньків. Вихованка Зіньківської спеціалізованої дитячо-юнацької спортивної школи олімпійського резерву з гандболу ім. В. П. Літвішка . Перший тренер — Іван Пирлик. Під час навчання виступала за команду «Спартак-2» у чемпіонаті СРСР серед жінок першої ліги. 
У складі юнацької збірної України стала бронзовим призером спартакіади СРСР. 
З 1991 по 1998 рік виступала за ГК «Спартак» (Київ) у чемпіонаті України серед команд вищої ліги. 
У складі національної збірної України виступала на чемпіонатах Європи (1994, 1995) та чемпіонаті світу. 
Виступала за команду «Альтамура» (Барі) у чемпіонаті Італії в сезоні 1999-2000 років.

## Досягнення
- Переможниця чемпіону України: 1992, 1996
- Срібна призерка чемпіонату України: 1994, 1995, 1998
- Бронзова призерка чемпіонату України: 1993

## Нагороди, звання та відзнаки
- 1995 — майстер спорту України